# Pandemia de COVID-19 em Macau
Este artigo documenta os impactos da pandemia de COVID-19 na Região Administrativa Especial de Macau da República Popular da China e pode não incluir todas as principais respostas e medidas contemporâneas.

## Casos
| Casos de COVID-19 em Macau () Mortes Recuperados Casos ativos 20202021jan.fev.mar.abr.mai.jun.jul.ago.set.out.nov.dez.jan.fev.mar.abr.mai.jun.jul.ago.set.out.Últimos 15 diasÚltimos 15 dias | Casos de COVID-19 em Macau () Mortes Recuperados Casos ativos 20202021jan.fev.mar.abr.mai.jun.jul.ago.set.out.nov.dez.jan.fev.mar.abr.mai.jun.jul.ago.set.out.Últimos 15 diasÚltimos 15 dias | Casos de COVID-19 em Macau () Mortes Recuperados Casos ativos 20202021jan.fev.mar.abr.mai.jun.jul.ago.set.out.nov.dez.jan.fev.mar.abr.mai.jun.jul.ago.set.out.Últimos 15 diasÚltimos 15 dias | Casos de COVID-19 em Macau () Mortes Recuperados Casos ativos 20202021jan.fev.mar.abr.mai.jun.jul.ago.set.out.nov.dez.jan.fev.mar.abr.mai.jun.jul.ago.set.out.Últimos 15 diasÚltimos 15 dias | Casos de COVID-19 em Macau () Mortes Recuperados Casos ativos 20202021jan.fev.mar.abr.mai.jun.jul.ago.set.out.nov.dez.jan.fev.mar.abr.mai.jun.jul.ago.set.out.Últimos 15 diasÚltimos 15 dias |
| --- | --- | --- | --- | --- |
| Data | Data | | # de casos | # de casos |
| 2020-01-22 | 2020-01-22 | | 2(n.a.) | |
| ⋮ | ⋮ | | 2(=) | |
| 2020-01-26 | 2020-01-26 | | 5(+150%) | |
| 2020-01-27 | 2020-01-27 | | 7(+40%) | |
| ⋮ | ⋮ | | 7(=) | |
| 2020-02-02 | 2020-02-02 | | 8(+14.3%) | |
| 2020-02-03 | 2020-02-03 | | 8 | |
| 2020-02-04 | 2020-02-04 | | 10(+25%) | |
| 2020-02-05 | 2020-02-05 | | 10 | |
| 2020-02-06 | 2020-02-06 | | 10(=) | |
| ⋮ | ⋮ | | 10(=) | |
| 2020-02-12 | 2020-02-12 | | 10(=) | |
| 2020-02-13 | 2020-02-13 | | 10(=) | |
| ⋮ | ⋮ | | 10(=) | |
| 2020-02-16 | 2020-02-16 | | 10(=) | |
| ⋮ | ⋮ | | 10(=) | |
| 2020-02-19 | 2020-02-19 | | 10(=) | |
| ⋮ | ⋮ | | 10(=) | |
| 2020-02-26 | 2020-02-26 | | 10(=) | |
| 2020-02-27 | 2020-02-27 | | 10(=) | |
| ⋮ | ⋮ | | 10(=) | |
| 2020-03-03 | 2020-03-03 | | 10(=) | |
| ⋮ | ⋮ | | 10(=) | |
| 2020-03-06 | 2020-03-06 | | 10(=) | |
| ⋮ | ⋮ | | 10(=) | |
| 2020-03-15 | 2020-03-15 | | 11(+10%) | |
| 2020-03-16 | 2020-03-16 | | 11(=) | |
| 2020-03-17 | 2020-03-17 | | 13(+18.2%) | |
| 2020-03-18 | 2020-03-18 | | 15(+15.4%) | |
| 2020-03-19 | 2020-03-19 | | 17(+13.3%) | |
| 2020-03-20 | 2020-03-20 | | 17 | |
| 2020-03-21 | 2020-03-21 | | 18(+5.9%) | |
| 2020-03-22 | 2020-03-22 | | 21(+16.7%) | |
| 2020-03-23 | 2020-03-23 | | 25(+19%) | |
| 2020-03-24 | 2020-03-24 | | 26(+4%) | |
| 2020-03-25 | 2020-03-25 | | 30(+15.4%) | |
| 2020-03-26 | 2020-03-26 | | 33(+10%) | |
| 2020-03-27 | 2020-03-27 | | 34(+3%) | |
| 2020-03-28 | 2020-03-28 | | 37(+8.8%) | |
| 2020-03-29 | 2020-03-29 | | 38(+2.7%) | |
| 2020-03-30 | 2020-03-30 | | 39(+2.6%) | |
| 2020-03-31 | 2020-03-31 | | 41(+5.1%) | |
| ⋮ | ⋮ | | 41(=) | |
| 2020-04-03 | 2020-04-03 | | 43(+4.9%) | |
| 2020-04-04 | 2020-04-04 | | 43(=) | |
| 2020-04-05 | 2020-04-05 | | 44(+2.3%) | |
| ⋮ | ⋮ | | 44(=) | |
| 2020-04-08 | 2020-04-08 | | 45(+2.2%) | |
| ⋮ | ⋮ | | 45(=) | |
| 2020-04-12 | 2020-04-12 | | 45(=) | |
| 2020-04-13 | 2020-04-13 | | 45(=) | |
| 2020-04-14 | 2020-04-14 | | 45(=) | |
| 2020-04-15 | 2020-04-15 | | 45(=) | |
| 2020-04-16 | | | | |
| 2020-04-17 | 2020-04-17 | | 45(=) | |
| 2020-04-18 | 2020-04-18 | | 45(=) | |
| 2020-04-19 | 2020-04-19 | | 45(=) | |
| 2020-04-20 | 2020-04-20 | | 45(=) | |
| 2020-04-21 | 2020-04-21 | | 45(=) | |
| 2020-04-22 | 2020-04-22 | | 45(=) | |
| 2020-04-23 | 2020-04-23 | | 45(=) | |
| 2020-04-24 | 2020-04-24 | | 45(=) | |
| 2020-04-25 | 2020-04-25 | | 45(=) | |
| 2020-04-26 | 2020-04-26 | | 45(=) | |
| 2020-04-27 | 2020-04-27 | | 45(=) | |
| 2020-04-28 | 2020-04-28 | | 45(=) | |
| 2020-04-29 | 2020-04-29 | | 45(=) | |
| 2020-04-30 | 2020-04-30 | | 45(=) | |
| 2020-05-01 | 2020-05-01 | | 45(=) | |
| 2020-05-02 | 2020-05-02 | | 45(=) | |
| 2020-05-03 | 2020-05-03 | | 45(=) | |
| 2020-05-04 | 2020-05-04 | | 45(=) | |
| 2020-05-05 | 2020-05-05 | | 45(=) | |
| 2020-05-06 | 2020-05-06 | | 45(=) | |
| ⋮ | ⋮ | | 45(=) | |
| 2020-05-10 | 2020-05-10 | | 45(=) | |
| 2020-05-11 | 2020-05-11 | | 45(=) | |
| 2020-05-12 | 2020-05-12 | | 45(=) | |
| 2020-05-13 | 2020-05-13 | | 45(=) | |
| ⋮ | ⋮ | | 45(=) | |
| 2020-05-16 | 2020-05-16 | | 45(=) | |
| ⋮ | ⋮ | | 45(=) | |
| 2020-05-19 | 2020-05-19 | | 45(=) | |
| ⋮ | ⋮ | | 45(=) | |
| 2020-06-26 | 2020-06-26 | | 46(+2.2%) | |
| ⋮ | ⋮ | | 46(=) | |
| 2020-07-18 | 2020-07-18 | | 46(=) | |
| ⋮ | ⋮ | | 46(=) | |
| 2021-01-22 | 2021-01-22 | | 47(+2,2%) | |
| ⋮ | ⋮ | | 47(=) | |
| 2021-02-05 | 2021-02-05 | | 48(+2,1%) | |
| ⋮ | ⋮ | | 48(=) | |
| 2021-02-20 | 2021-02-20 | | 48(=) | |
| ⋮ | ⋮ | | 48(=) | |
| 2021-03-24 | 2021-03-24 | | 48(=) | |
| ⋮ | ⋮ | | 48(=) | |
| 2021-04-07 | 2021-04-07 | | 49(+2,1%) | |
| ⋮ | ⋮ | | 49(=) | |
| 2021-04-30 | 2021-04-30 | | 49(=) | |
| ⋮ | ⋮ | | 49(=) | |
| 2021-05-16 | 2021-05-16 | | 50(+2%) | |
| ⋮ | ⋮ | | 50(=) | |
| 2021-05-24 | 2021-05-24 | | 51(+2%) | |
| ⋮ | ⋮ | | 51(=) | |
| 2021-06-08 | 2021-06-08 | | 51(=) | |
| ⋮ | ⋮ | | 51(=) | |
| 2021-06-09 | 2021-06-09 | | 52(+2%) | |
| ⋮ | ⋮ | | 52(=) | |
| 2021-06-18 | 2021-06-18 | | 53(+1,9%) | |
| ⋮ | ⋮ | | 53(=) | |
| 2021-06-27 | 2021-06-27 | | 54(+1,9%) | |
| ⋮ | ⋮ | | 54(=) | |
| 2021-07-03 | 2021-07-03 | | 55(+1,9%) | |
| 2021-07-04 | 2021-07-04 | | 55(=) | |
| 2021-07-05 | 2021-07-05 | | 55(=) | |
| ⋮ | ⋮ | | 55(=) | |
| 2021-07-08 | 2021-07-08 | | 55(=) | |
| ⋮ | ⋮ | | 55(=) | |
| 2021-07-21 | 2021-07-21 | | 56(+1,8%) | |
| ⋮ | ⋮ | | 56(=) | |
| 2021-07-24 | 2021-07-24 | | 58(+3,6%) | |
| 2021-07-25 | 2021-07-25 | | 59(+1,7%) | |
| ⋮ | ⋮ | | 59(=) | |
| 2021-07-29 | 2021-07-29 | | 59(=) | |
| ⋮ | ⋮ | | 59(=) | |
| 2021-08-03 | 2021-08-03 | | 63(+6,8%) | |
| 2021-08-04 | 2021-08-04 | | 63(=) | |
| 2021-08-05 | 2021-08-05 | | 63(=) | |
| 2021-08-06 | 2021-08-06 | | 63(=) | |
| 2021-08-07 | 2021-08-07 | | 63(=) | |
| ⋮ | ⋮ | | 63(=) | |
| 2021-08-17 | 2021-08-17 | | 63(=) | |
| ⋮ | ⋮ | | 63(=) | |
| 2021-08-27 | 2021-08-27 | | 63(=) | |
| ⋮ | ⋮ | | 63(=) | |
| 2021-09-05 | 2021-09-05 | | 63(=) | |
| ⋮ | ⋮ | | 63(=) | |
| 2021-09-09 | 2021-09-09 | | 63(=) | |
| 2021-09-10 | 2021-09-10 | | 63(=) | |
| 2021-09-11 | 2021-09-11 | | 63(=) | |
| ⋮ | ⋮ | | 63(=) | |
| 2021-09-24 | 2021-09-24 | | 64(+1,6%) | |
| 2021-09-25 | 2021-09-25 | | 66(+3,1%) | |
| 2021-09-26 | 2021-09-26 | | 66(=) | |
| 2021-09-27 | 2021-09-27 | | 67(+1,5%) | |
| 2021-09-28 | 2021-09-28 | | 71(+6%) | |
| ⋮ | ⋮ | | 71(=) | |
| 2021-10-01 | 2021-10-01 | | 71(=) | |
| ⋮ | ⋮ | | 71(=) | |
| 2021-10-04 | 2021-10-04 | | 74(+4,2%) | |
| 2021-10-05 | 2021-10-05 | | 75(+1,4%) | |
| ⋮ | ⋮ | | 75(=) | |
| 2021-10-09 | 2021-10-09 | | 77(+2,7%) | |
| Fonte: Centro de Coordenação de Contingência do Novo Tipo de Coronavírus - Página Electrónica Especial Contra Epidemias                                                                      | | | | |

Macau registou os primeiros casos no final de janeiro. Em 40 dias, de 5 de fevereiro a 15 de março não registou um único caso.  A 15 de março foi registado um novo caso, começando a registar-se, a partir daí, um aumento do número de casos, ainda que inferior ao aumento visto numa escala mundial.
| Casos     | Data do diagnóstico |
| --------- | ------------------- |
| 1.º caso  | 22/01/2020          |
| 2.º caso  | 23/01/2020          |
| 3.º caso  | 26/01/2020          |
| 4.º caso  | 26/01/2020          |
| 5.º caso  | 26/01/2020          |
| 6.º caso  | 27/01/2020          |
| 7.º caso  | 27/01/2020          |
| 8.º caso  | 02/02/2020          |
| 9.º caso  | 04/02/2020          |
| 10.º caso | 04/02/2020          |
| 11.º caso | 15/03/2020          |
| 12.º caso | 16/03/2020          |
| 13.º caso | 17/03/2020          |
| 14.º caso | 18/03/2020          |
| 15.º caso | 18/03/2020          |
| 16.º caso | 19/03/2020          |
| 17.º caso | 19/03/2020          |
| 18.º caso | 21/03/2020          |
| 19.º caso | 22/03/2020          |
| 20.º caso | 22/03/2020          |
| 21.º caso | 22/03/2020          |
| 22.º caso | 23/03/2020          |
| 23.º caso | 23/03/2020          |
| 24.º caso | 23/03/2020          |
| 25.º caso | 23/03/2020          |
| 26.º caso | 24/03/2020          |
| 27.º caso | 25/03/2020          |
| 28.º caso | 25/03/2020          |
| 29.º caso | 25/03/2020          |
| 30.º caso | 25/03/2020          |
| 31.º caso | 26/03/2020          |
| 32.º caso | 26/03/2020          |
| 33.º caso | 26/03/2020          |
| 34.º caso | 27/03/2020          |
| 35.º caso | 28/03/2020          |
| 36.º caso | 28/03/2020          |
| 37.º caso | 28/03/2020          |
| 38.º caso | 29/03/2020          |
| 39.º caso | 30/03/2020          |
| 40.º caso | 31/03/2020          |
| 41.º caso | 31/03/2020          |
| 42.º caso | 03/04/2020          |
| 43.º caso | 03/04/2020          |
| 44.º caso | 05/04/2020          |
| 45.º caso | 08/04/2020          |
| 46.º caso | 26/06/2020          |
| 47.º caso | 22/01/2021          |
| 48.º caso | 05/02/2021          |

## Meios e Preparação
Macau teve uma resposta de prontidão à pandemia, tomando desde muito cedo medidas de forte contenção. Após o surgimento dos primeiros casos foi declarado o Estado de Emergência da RAEM, fecharam-se as fronteiras e decretou-se a quarentena obrigatória a quem viesse do exterior. Logo de seguida, fecharam-se os casinos e as escolas. A população usou prontamente proteções respiratórias, que se tornaram obrigatórias nos transportes públicos, e respeitou o dever geral de confinamento circulando de forma muito reduzida nas ruas. Em Macau, desde o início do surto, ao entrar em qualquer restaurante, supermercado ou outro espaço de média dimensão, a temperatura corporal é medida. O governo implementou programas para não haver nem escassez de alimentos nem de equipamentos de proteção individual. Todas estas medidas, em conjunto, permitiram uma melhor contenção e impediram, até agora, a transmissão ativa comunitária, registando uma maioria de casos importados. O Centro Hospitalar Conde de S. Januário é o hospital de referência na região para tratamento de doentes COVID-19, aí encontram-se internados todos os infetados ainda doentes.

## Cronologia

### Primeira vaga

#### 22 de janeiro
Data do registo da primeira infeção por novo coronavírus na região. Trata-se de uma mulher de 52 anos, turista procedente de Wuhan. Foi encaminhada para um hospital da região.

#### 26 de janeiro
O Gabinete de Saúde de Macau confirmou três casos adicionais: uma mulher de 58 anos que chegou de Hong Kong em 23 de janeiro depois de viajar para Wuhan, uma mulher de 21 anos e uma mulher de 39 anos que chegaram a Macau em 22 de janeiro via Ponte Flor de Lótus; todos eram residentes de Wuhan. Desde então, o Governo de Macau fechou temporariamente todas as escolas e universidades e impôs controles de fronteira com verificações de temperatura.

#### 27 de janeiro
Um menino de 15 anos de idade, filho de um dos pacientes previamente confirmados, foi declarado o sexto caso do vírus em Macau.

#### 28 de janeiro
O Governo de Macau decreta o encerramento de vários locais para limitar a possível propagação do vírus, incluindo vários locais de entretenimento e suspende atividades do Ano Novo Lunar, também foi anunciado o sétimo caso, uma mulher de 67 anos e moradora de Wuhan que viajou para Guangzhou antes de entrar em Macau.

#### 2 de fevereiro
Foi reportado o oitavo caso de coronavírus e o primeiro de uma residente de Macau, uma mulher de 64 anos, ela foi internada no Hospital Conde S. Januário no dia 27 de janeiro e como não melhorou em 3 dias, foi transferida para o hospital Kiang Wu onde piorou e retornou ao Hospital Conde S. Januário, onde testou positivo para o coronavírus. No mesmo dia, o Departamento de Saúde de Macau informou que a moradora pode ter contraído o vírus em uma viagem recente que fez a China, descartando a possibilidade de ter contraído o coronavírus em Macau.

#### 4 de fevereiro
O nono caso foi reportado, é uma amiga do oitavo caso que informou que passou 4 horas na casa dele no dia 25 de janeiro, onde percebeu que ele estava com sintomas. Também foi confirmado o décimo caso, um homem de 57 anos que também visitou Guangzhou no dia 25 de janeiro, voltando a Macau no mesmo dia. A partir de 26 de janeiro, ele desenvolveu sintomas como coriza, tosse e febre. O Governo de Macau decidiu fechar todos os casinos do país por um período de duas semanas para conter a possível dissiminação do vírus nestes ambientes.

#### 28 de fevereiro
Todos os 10 infectados de então já haviam tido alta hospitalar do novo coronavírus. É, também, decretado o uso obrigatório de máscaras nos casinos.

#### 2 de março
A partir deste dia e face aos resultados favoráveis no combate à pandemia na região, o Governo decide o regresso faseado de alguns serviços à normalidade.

#### 12 de março
Neste dia, o Governo começa a organizar um regresso às aulas do ensino não superior de Macau.

#### 13 de março
É publicado o método faseado de regresso às aulas do ensino em Macau.

#### 14 de março
É imposta a quarentena obrigatória de 14 dias a partir do dia 17 a pessoas provenientes de: 

1. Europa: Áustria, Bélgica, República Checa, Dinamarca, Estónia, Finlândia, Grécia, Hungria, Islândia, Letónia, Principado de Liechtenstein, Lituânia, Luxemburgo, Malta, Países Baixos, Noruega, Polónia, Portugal, Eslováquia, Eslovénia, Suécia, Suíça, Reino Unido, Rússia;
2. América: Estados Unidos da América, Canadá, Brasil;
3. África: Egipto
4. Oceânia: Austrália.[23]

### Segunda vaga

#### 15 de março
Ao fim de 40 dias sem registo de novas infecções, os Serviços de Saúde confirmam nova infecção. Trata-se de uma mulher de 26 anos sul coreana, tinha regressado do Porto (Portugal).

#### 16 de março
Mais um caso foi confirmado. Um homem de 47 anos vindo de Espanha, é o 12.º caso.

#### 17 de março
Foi decretada a proíbição da entrada em Macau, a partir de dia 18, de não residentes da RAEM com exceção para os provenientes da China continental. Uma jovem mulher de 20 anos, saída recentemente de Londres (Inglaterra), é o 13.º caso confirmado.

#### 18 de março
Dois casos a mais são reportados na região, uma mulher de 42 anos e um homem de 31, provenientes da Indonésia e das Filipinas, respetivamente.
 A partir do dia seguinte ficou, também, proíbida a entrada em Macau de trabalhadores não residentes que não sejam residentes da China.

#### 19 de março
Mais dois casos são confirmados, uma adolescente de 19 anos, residente em Macau e estudante no Reino Unido, e um rapaz indonésio de 11, filho de outra pessoa infetada. O reinício faseado das aulas na região foi adiado sine die (por tempo indeterminado), face ao novo desenvolvimento da epidemia na região.

#### 21 de março
Uma mulher, com 50 anos de idade, regressada recentemente de Nova Iorque e residente em Macau é o 18.º caso.

#### 22 de março
Confirmam-se mais três casos de jovens infetados no território: dois rapazes de 19 e 20 anos e uma rapariga de 19, todos residentes em Macau, regressados de Nova Iorque, o primeiro, e do Reino Unido, os últimos,respetivamente. Elevando para 21 o número de casos.

#### 23 de março
Quatro casos a mais são confirmados. Três são infeções de indivíduos residentes em Macau do sexo masculino com idades de 12, 21 e 44 anos, vindos de Londres, os dois primeiros, e Dublin (Irlanda), o último. O outro é de um homem de 41 anos proveniente da Indonésia. O número total de infeções é, à data, 25.

#### 24 de março
Apenas um caso foi registado neste dia. Uma adolescente de 17 anos residente na região e vinda do Reino Unido. É imposta, a partir do dia 25, a quarentena obrigatória a quem regresse de Hong Kong e Taiwan.

#### 25 de março
Três infeções de residentes da RAEM, regressados do Reino Unido, dois indivíduos do sexo masculino com 18 e 28 anos de idade e uma adolescente de 15 anos. Acrescenta-se ainda um visitante australiano de 52 anos que tinha estado no Reino Unido e nos EUA. O número de infeções sobe, então, para 30.

#### 26 de março
Dois casos importados das Filipinas, um homem e uma mulher de 31 e 37 anos, respetivamente.  Apenas uma infeção de um residente da região, um homem de 27 anos vindo dos EUA. Contabilizam-se 33 casos na totalidade na região.

#### 27 de março
Confirmada uma infeção de um homem de 27 anos residente da região, vindo, também, das Filipinas.

#### 28 de março
Três homens residentes em Macau de 19, 21 e 32 anos, regressados de Londres, o primeiro, e de Portugal, os dois últimos, testam positivo para o novo coronavírus. 37 pessoas infetadas, num total regional.

#### 29 de março
Mais um residente da RAEM, de 44 anos é dado como infetado com o novo coronavírus.

#### 30 de março
Uma criança de 9 anos do sexo feminino, e residente em Macau, é confirmada como o 39.º caso de infeção pelo vírus na região.

#### 31 de março
Duas novas infeções são, neste dia, registadas. Trata-se de uma mulher e um jovem de 47 e 20 anos, mãe e filho, ambos são de Macau e regressaram do Reino Unido.

#### 3 de abril
Após dois dias sem novas infeções, surgem dois novos casos de infeção pelo novo coronavírus, um homem, de 58 anos, vindo da Tailândia, e uma mulher, de 53, vinda de Portugal, ambos residentes da região.

#### 5 de abril
Um homem de 52 anos, residente na RAE de Macau, é confirmado como 44.º caso de infeção.

#### 8 de abril
Um residente de Macau, com 32 anos de idade, tinha regressado de Phnom Penh, Camboja. Foi detectado com febre na zona de inspecção sanitária de entrada do Aeroporto Internacional de Macau, onde foi encaminhado para o CHCSJ.

#### 12 de abril
Após 4 dias sem registo de novas infeções, as autoridades sanitárias confirmam a recuperação de mais 3 doentes. São agora 13 os recuperados em Macau.

#### 14 de abril
Passados mais de 6 dias desde a última infeção, os Serviços de Saúde confirmam mais duas recuperações.

#### 15 de abril
As autoridades confirmam mais uma recuperação, elevando o número de recuperados para 16.

#### 17 de abril
Foi confirmada mais uma recuperação, elevando para 17 o número de doentes COVID-19 recuperados.

#### 19 de abril
Continuando sem novos registos de infeção, a RAEM regista mais três altas médicas, elevando para 20 o número de recuperados. É, também, novamente planeado o regresso faseado às aulas do ensino não superior, desta vez a partir de 4 de maio.

#### 20 de abril
São confirmadas mais duas recuperações, são agora 22 os recuperados na região.

#### 21 de abril
Mais uma vez não se registaram novos casos em Macau. Contudo foram anunciadas mais duas recuperações, totalizando 24 recuperados.

#### 22 de abril
Mais um dia sem registo de novas infeções em Macau. Contudo, registaram-se mais duas novas recuperações, elevando o número de recuperados para 26.Centro de Coordenação de Contingência do Novo Tipo de Coronavírus (22 de abril de 2020). «Dois (2) doentes diagnosticados com COVID-19 tiveram alta hospitalar após tratamento». Gabinete de Comunicação Social do Governo da RAEM. Consultado em 22 de abril de 2020

#### 23 de abril
Neste dia mais uma nova recuperação foi confirmada na região, totalizando 27 recuperados, à data.

#### 25 de abril
Os Serviços de Saúde confirmaram mais uma alta hospitalar após tratamento, e lançam um plano de testes a pessoal docente, não docente e alunos transfronteiriços face ao regresso faseado às aulas anunciado pelo governo da RAEM.

#### 26 de abril
Passados 18 dias desde o último diagnostico de COVID-19 em Macau, registam-se três novas recuperações, sendo a essa data 31 os recuperados.

#### 27 de abril
Mais uma alta hospitalar foi confirmada pelos serviços de saúde, elevando para 32 o número de recuperados. Tratava-se do 13.º caso de infeção.

#### 28 de abril
O 42.º caso confirmado de COVID-19 em Macau foi dado como recuperado, sendo à data 33 os recuperados na RAEM.

#### 29 de abril
Foi reportada mais uma recuperação em território macaense, referente ao 22.º caso confirmado de infeção. Sendo, à data 34 os recuperados em Macau.

#### 30 de abril
As autoridades sanitárias deram o 20.º caso confirmado do novo coronavírus, em Macau, como recuperado, elevando para 35 o número de recuperações.

#### 1 de maio
Mais duas recuperações foram confirmadas, totalizando, à data, na região 37 recuperados.

#### 3 de maio
Os Serviços de Saúde de Macau confirmaram neste dia mais duas recuperações, elevando o número de recuperados para 39.

#### 4 de maio
O Secretariado Permanente do Fórum de Macau organizou uma doação de equipamentos de proteção individual aos Países de Língua Portuguesa, em parceria com diversas entidades oficiais e representantes consulares na região, estando em causa cerca de 180 mil máscaras e mais de uma milhena de fatos de proteção.

#### 6 de maio
Mais um doente infetado teve alta hospitalar, tratando-se do 25.º caso confirmado de COVID-19 em Macau, um homem indonésio de 41 anos, trabalhador não residente. A Direcção dos Serviços de Educação e Juventude e vários representantes da área da educação discutiram planos preparatórios para o reinício das aulas presenciais nos restantes níveis de ensino.

#### 10 de maio
Foi registada mais uma recuperação, elevando o número de recuperados para 41. Trata-se do 21.º paciente de COVID-19 em Macau, uma mulher de 19 anos, residente de Macau e estudante no Reino Unido.

#### 11 de maio
Foi aprovado pelo Conselho Executivo, após debate, um regulamento que inclui uma lista de benefícios temporários para diminuir o impacto da Pandemia de COVID-19 sobre as diversas atividades. Esse diploma inclui medidas como isenções do pagamento das rendas e de retribuições, isenção do pagamento das taxas de licenciamento administrativo, isenção de algumas taxas relativas aos transportes, isenção do pagamento de estacionamento a alguns veículos estacionados em determinados autossilos públicos e a prorrogação do prazo de utilização dos táxis e do prazo de validade das licenças ou alvarás de táxi por seis meses. Foi, também, registada mais uma recuperação em Macau. Trata-se do 27.º paciente confirmado, um homem de 28 anos, residente da região, que tinha estado em Londres, no Reino Unido.

#### 13 de maio
Mais um doente foi dado como recuperado. Trata-se do 23.º caso de infeção confirmado, um rapaz de 12 anos, residente de Macau e estudante no Reino Unido. Foi anunciado que vários espaços culturais vão ser reabertos ao público a partir do dia 15 de maio. Fazem parte do leque de locais a reabrir algumas bibliotecas, capelas e templos, museus e pontos de atração turística como as Ruínas do Colégio de São Paulo e a Fortaleza de Nossa Senhora da Guia.

#### 16 de maio
Registou-se mais uma recuperação, do 11.º caso confirmado, elevando o número de recuperados para 44.

#### 19 de maio
Após 41 dias sem registo de novos casos na RAEM, mais um infetado foi dado como recuperado. Trata-se da 29.º doente confirmada, residente de Macau com 15 anos de idade e estudante no Reino Unido. Desse modo, todos os 45 infetados na região já recuperaram, não havendo nenhum caso ativo no momento, concluindo assim, após 66 dias, a segunda vaga da pandemia na região, iniciada a 15 de março. Face às expectáveis quebras no turismo em Macau devido à pandemia, sendo que em abril chegaram mesmo até 99,7%  em número de visitantes, a Direção dos Serviços de Turismo anunciou um plano de recuperação em três etapas, dependente da evolução epidemiológica: Uma primeira onde será criado um programa promocional para apoiar o turismo local; uma segunda que contará com programas de excursão gratuitos; e uma terceira que contemplará medidas de incentivos para redes de transportes.

#### 21 de maio
No 43.º dia sem novos casos, foi anunciado que as aulas presenciais do 4.º ao 6.º ano do ensino primário reiniciarão no dia 25 de maio, embora com regras estritas como utilização obrigatória de máscara facial.

#### 28 de maio
A Direção dos Serviços de Educação e Juventude publicou um conjunto de regras e informações - como o uso de máscara facial, o distanciamento social, a desinfeção das mãos e a obrigatoriedade de declaração de saúde - para o regresso às aulas dos 1.º ao 3.º anos do ensino primário, que se dará a 1 de junho.

#### 4 de junho
Não ocorreram, este ano em Macau, vigílias do aniversário de Tiananmen, no Largo do Senado, após uma decisão, da Polícia de Segurança Pública de Macau, em 20 de maio, de proíbir qualquer tipo de manifestação, invocando questões de saúde pública. Essa decisão não foi bem vista por movimentos pró-democracia, tendo um inclusive apresentado recurso no Tribunal de Última Instância, reivindicando o direito à liberdade de expressão e apresentando uma alternativa de celebração cumprindo as normas de segurança sanitárias. Esse recurso foi posteriormente recusado, sendo a primeira vez em 30 anos que não ocorrem vigílias sobre o massacre. Apesar dos manifestantes terem encontrado forma alternativa de realçar a data, via online, três pessoas foram detidas, na sede da União para o Desenvolvimento Democrático.

#### 26 de junho
Ao fim de 90 dias sem novos casos, foi confirmada mais uma infeção por coronavírus em Macau, elevando o número cumulativo de infetados para 46. Trata-se de um residente de Macau, com 57 anos e nacionalidade filipina, com histórico da diabetes.

#### 15 de julho
Foram levantadas algumas das restrições de circulação entre Cantão e Macau, sendo apenas necessária a apresentação de um teste de ácido nucleico que seja negativo para a COVID-19. O levantamento das restrições levou a um aumento dos turistas.

#### 18 de julho
O caso ativo reportado em 26 de junho foi dado como recuperado. Foram levantadas as medidas de limitação de entrada dos trabalhadores chineses não residentes em Macau, restando ainda a obrigação de apresentação de um teste negativo para o vírus.

### 2021

#### 22 de janeiro
Passados 7 meses desde o último registo de infeções, os serviços de saúde confirmam o 47.º caso na região. Trata-se de uma residente de Macau, com 43 anos, que chegou ao território num voo oriundo de Tóquio, tendo sido depois encaminhada para o CHCSJ.

#### 5 de fevereiro
Foi registado o 58.º caso, tratando-se de português de 30 anos que havia chegado ao território no dia 21 de janeiro.

Até ao dia de hoje, nenhuma morte por coronavírus foi reportada em Macau, tendo apenas existido um doente em caso grave.